# 浅野太鼓楽器店
株式会社浅野太鼓楽器店（あさのたいこがっきてん）は、江戸時代初期の慶長14年（1609年）に創業した和太鼓の専門メーカー。

## 概要
- 太鼓の材料となる原木の伐出しやなめしなどの皮加工にはじまり、胴抜き、漆塗り、革張り、鋲止め仕上げ、販売まで、全ての工程を手がける一貫生産体制を持つ和太鼓製造会社である。